# Jessie Street
Jessie Mary Grey Street (nascida Lillingston, mais tarde Lady Street; 18 de abril de 1889 – 2 de julho de 1970) foi uma sufragista australiana e uma extensa militante pela paz e pelos direitos humanos. Como a única mulher representante da Austrália na fundação das Nações Unidas na Conferência de São Francisco em 1945, Jessie foi a primeira representante mulher da Austrália nas Nações Unidas. Ela era conhecida como Lady Street devido a seu marido, Sir Kenneth Whistler Street.
Ela foi apelidada de "Red Jessie" ("Jessie Vermelha") por seus detratores na mídia de direita por seus esforços de promover a diplomacia com a União Soviética e aliviar as tensões durante a Guerra Fria. Mesmo assim, Jessie permaneceu uma fervorosa defensora da causa progressista até sua morte, particularmente os direitos da mulher e dos aborígenes australianos. Ela impulsionou a formação da Organização dos Direitos Aborígenes, que levou ao referendo realizado em 1967 [en].

## História

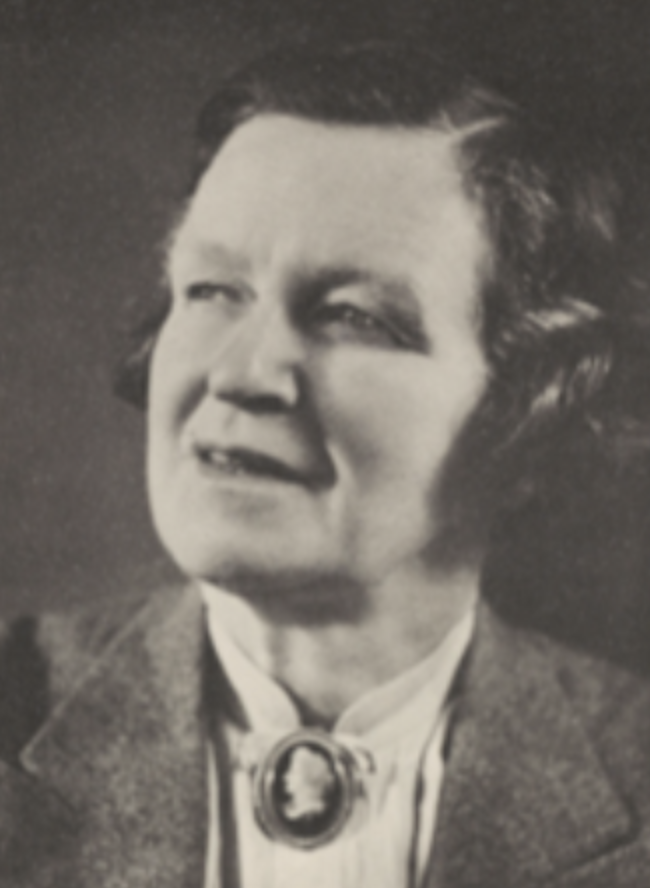
Retrato de Lady "Red Jessie" Street com um pingente da Casa Grey

Jessie Mary Grey Lillingston nasceu em 18 de abril de 1889 em Ranchi, Bihar, Índia, filha mais velha de Charles Alfred Gordon Lillingston e sua esposa Mabel Harriet Ogilvie, filha do político e empresário australiano Edward David Stuart Ogilvie, MLC.
Ao se casar com o Chefe de Justiça Sir Kenneth Whistler Street, Jessie passou a fazer parte da dinastia Street da Austrália. Seu sogro passou a ser então o Chefe de Justiça Sir Philip Whistler Street, e ela, por sua vez, daria à luz ao futuro Chefe de Justiça Sir Laurence Whistler Street.

## Ativismo
Jessie foi uma figura importante na vida política australiana e internacional por mais de 50 anos, desde a luta pelo sufrágio feminino na Inglaterra até a remoção da discriminação constitucional da Austrália contra o povo aborígene em 1967. Jessie foi a primeira e única mulher representante da Austrália durante o estabelecimento das Nações Unidas, onde desempenhou um papel fundamental, ao lado de personalidades como Eleanor Roosevelt, assegurando que gênero fosse incluído ao lado de raça e religião como uma cláusula de não-discriminação na Carta das Nações Unidas.
Ela fez duas propostas para entrar na Câmara dos Representantes da Austrália como membro do Partido Trabalhista Australiano. Na eleição federal de 1943, ela concorreu contra o escolhido do Partido da Austrália Unida, Eric Harrison, pelo assento dos subúrbios orientais de Wentworth, e quase o derrotou em meio ao massivo movimento trabalhista daquele ano. Ela chegou a liderar na primeira contagem, e foi somente a preferência do conservador independente Bill Wentworth que permitiu que Harrison ganhasse. Sua tentativa foi o mais próximo que um candidato do Partido Trabalhista já chegou de vencer a potência do Partido Liberal em Wentworth. Jessie teve uma revanche contra Harrison em 1946 e perdeu por uma margem maior dessa vez.
Jessie é reconhecida tanto na Austrália quanto internacionalmente por seu ativismo em direitos humanos, justiça social e paz. O Centro Jessie Street, o Fundo Jessie Street, a Biblioteca Nacional das Mulheres Jessie Street e os Jardins Jessie Street existem em sua homenagem.